# Patricia Chéreau
Pour les articles homonymes, voir Chéreau.
Patricia Chereau, née le 12 avril 1977 à Tours, est une karatéka française. Elle remporte les titres de championne de France, d'Europe et du Monde en kumite féminin moins de 60 kilos et équipe.